# 龍運巴士A36線
龍運巴士A36線是香港一條機場特快巴士路線，來往錦上路站及機場（地面運輸中心），途經凹頭、形點、元朗市、紅橋、屯門赤鱲角隧道及港珠澳大橋香港口岸。
龍運巴士NA36線是A36線的深宵特別路線，總站是設在國泰城，途經機場客運大樓及港珠澳大橋香港口岸。除了來回程繞經屯門市廣場和所有班次均服務國泰城外，NA36線的停站安排皆和A36線相若。

## 歷史
在《2013-2014年度巴士路線發展計劃》中，有關當局曾建議將A33線由屯門站延長至洪水橋。但有關當局因應元朗區近年發展，遂於《2015-2016年度巴士路線發展計劃》中建議修訂有關方案，改為開辦此路線，以配合洪水橋一帶住宅項目相繼落成及元朗市中心一帶的乘客需求，並取代延長A33線的建議。而原建議延長後A33線由新墟至鍾屋村的一段的服務，則改為建議開辦新線A33P替代（其後A33P已於2017年12月取消回程服務）。
本線於2015年9月30日正式投入服務，為洪水橋、屏山及元朗市中心一帶乘客於繁忙時間提供特快的巴士服務往返國泰城及機場客運大樓，方便居民到香港國際機場上下班。有關當局預料此路線由元朗市中心來往國泰城／機場客運區的行車時間，將比E34B線節省約15分鐘；並預料部份乘搭E34B線來往香港國際機場的乘客會選乘本線，有助分流該線乘客。
而運輸署和龍運巴士於《2016-2017年度巴士路線發展計劃》及在2016年6月提交修訂方案中，宣佈開辦新路線A37線服務洪水橋及天水圍一帶乘客，及將本線縮短至朗屏站及不經屏山，改為服務朗屏邨及元朗市中心一帶乘客，兩路線均擴展至全日提供服務，2016年8月4日新修訂路線正式投入服務。
- 2015年7月23日：NA34線投入服務。
- 2015年9月5日：NA34線增設到站時間預報。[8]
- 2015年9月30日：A36線投入服務，初時只於每日上、下午繁忙時間分別提供一班去程及一班回程之服務。
- 2015年12月25日：A36線在指定長假期期間，加設特別班次於23:35由機場（地面運輸中心）往洪水橋（洪元路）。[9]
- 2016年8月4日：A36線擴展至全日提供服務，繁忙時間以外之班次不經國泰城；總站由洪水橋（洪元路）遷往朗屏站。[10][11][12]
- 2016年9月26日：NA34線試辦回程班次。
- 2016年11月19日：A36線增設與九巴常規獨營路線來回方向的八達通轉乘優惠，最多可享有$6.0車資優惠。[13]
- 2017年7月1日：A36線增設與S64系路線的八達通轉乘優惠。[14]
- 2017年7月31日：A36線所有朗屏站出發的班次提早15分鐘開出；機場頭班車提早15分鐘開出並修訂班次。[15]。
- 2017年8月19日：A36線往機場（地面運輸中心）方向增停宏業西街「宏富苑」分站。[16]
- 2017年9月1日：NA34線加開兩班車，分別於01:15由機場開出及03:50由天水圍開出。
- 2018年2月7日：NA34線在指定日子加開04:45由天水圍開出的班次，但該班次不經元朗。
- 2018年10月2日：NA34線加開00:15及02:20由機場開出的班次。[17]
- 2018年10月15日：A36線增設逢星期一至五（公共假期除外）於07:15由朗屏站開出的班次（經國泰城及民航處總部）；06:30-07:30次其餘班次皆調整至30分鐘一班。
- 2018年10月24日：A36線來回繞經港珠澳大橋香港口岸，並與 A31P、A32、A33、A37、A41P、A43、A43P 及 A47X 號線增設八達通轉乘優惠[18]，NA34線總站延長至港珠澳大橋香港口岸。[19]
- 2018年11月27日：A36線往朗屏站方向，過港珠澳大橋香港口岸後，改經順朗路往北大嶼山公路；經國泰城特別班次改由國泰城開出經駿明路、觀景路、駿運路交匯處、觀景路、東岸路、機場路、暢連路往機場地面運輸中心，然後返回原有路線往港珠澳大橋香港口岸公共運輸交匯處。[20]
- 2019年1月1日：NA34線取消04:45不經元朗的班次，以配合NA37線投入服務。
- 2019年11月29日：取消「二號客運大樓」巴士站，另取消由國泰城開出之特別班次。[21]
- 2021年6月20日，改經屯門赤鱲角隧道，並進行重組：[22]
  - 元朗區起訖站遷至錦上路站，以原有走線相反方向經形點及元朗市；
  - 往機場方向增設高埔村、下高埔村、凹頭、東成里、楊屋村及紅橋分站，原有介乎形點I至元朗公園分站將會改為往機場方向分站；往元朗方向增設紅橋、鳳池村、東成里、凹頭、下高埔村、及高埔村分站，原有介乎元朗廣場至形點I分站將會改為往元朗方向分站；
  - 介乎元朗公路與赤鱲角之間改經朗天路、元朗公路、屯門公路、皇珠路、龍富路及屯門赤鱲角隧道公路，不經大欖隧道、汀九橋、青嶼幹線及北大嶼山公路，原有「大欖隧道」及「青馬收費廣場」站予以取消；
  - A36線往機場方向改為先經港珠澳大橋香港口岸，再往一號客運大樓（常規班次）／國泰城（特別班次）；
  - NA34線改稱NA36線；
  - NA36線改以國泰城為離島區總站，港珠澳大橋香港口岸及客運大樓一帶走線與原來的相反；
  - A36線車費由$27.7下調至$18.9，屯門赤鱲角隧道轉車站往機場的分段為$15.0，紅橋往錦上路站的分段為$8.0，鳳池村往錦上路站的分段為$6.2；
  - NA36線車費由$40.0下調至$33.0。
- 2022年2月4日：A36線星期一至五17:15由機場開出之班次試行繞經民航處總部，直至另行通知。
- 2022年7月18日：增設與R33線之轉乘優惠。
- 2022年8月1日：A36線星期一至五17:35由機場開出之班次繞經民航處總部，直至另行通知。
- 2023年5月1日：A36線星期一至五由機場開出繞經民航處總部之班次改為17:15及17:55。
- 2023年10月29日：A36線往錦上路站方向增停元朗安寧路「香港家庭計劃指導會」站。[23]
- 2024年12月1日：調整特別班次開出時間
  - 星期六、日及公眾假期由錦上路站開出繞經國泰城之班次減至07:30一班; 星期一至五由機場開出繞經民航處總部之班次改為17:25及17:55。[24]

## 服務時間及班次
A36
| 錦上路站開       | 錦上路站開  | 錦上路站開 | 機場（地面運輸中心）開 | 機場（地面運輸中心）開 | 機場（地面運輸中心）開 |
| 日期             | 服務時間    | 班次(分鐘) | 日期                   | 服務時間               | 班次(分鐘)             |
| ---------------- | ----------- | ---------- | ---------------------- | ---------------------- | ---------------------- |
| 星期一至五       | 05:10-06:10 | 20         | 星期一至五             | 05:15-07:15            | 60                     |
| 星期一至五       | 06:10-07:40 | 15         | 星期一至五             | 07:15-14:45            | 30                     |
| 星期一至五       | 07:40-12:40 | 20         | 星期一至五             | 14:45-17:25            | 20                     |
| 星期一至五       | 12:40-16:00 | 25         | 星期一至五             | 15:25-18:10            | 15                     |
| 星期一至五       | 16:00-22:30 | 30         | 星期一至五             | 18:10-23:10            | 20                     |
| 星期一至五       | 22:30-23:30 | 60         | 星期一至五             | 23:10-00:00            | 25                     |
| 星期六           | 05:10-06:10 | 20         | 星期六                 | 05:15-07:15            | 60                     |
| 星期六           | 06:10-07:10 | 15         | 星期六                 | 07:15-14:45            | 30                     |
| 星期六           | 07:10-10:50 | 20         | 星期六                 | 14:45-17:25            | 20                     |
| 星期六           | 10:50-11:20 | 15         | 星期六                 | 17:25-18:25            | 15                     |
| 星期六           | 11:20-12:40 | 20         | 星期六                 | 18:25-22:45            | 20                     |
| 星期六           | 12:40-16:00 | 25         | 星期六                 | 22:45-00:00            | 25                     |
| 星期六           | 16:00-22:30 | 30         |                        |                        |                        |
| 星期六           | 22:30-23:30 | 60         |                        |                        |                        |
| 星期日及公眾假期 | 05:10-14:30 | 20         | 星期日及公眾假期       | 05:15-07:15            | 60                     |
| 星期日及公眾假期 | 14:30-22:30 | 30         | 星期日及公眾假期       | 07:15-14:45            | 30                     |
| 星期日及公眾假期 | 22:30-23:30 | 60         | 星期日及公眾假期       | 14:45-17:25            | 20                     |
|                  |             |            | 星期日及公眾假期       | 17:25-18:25            | 15                     |
| 18:25-23:45      | 20          |            | 星期日及公眾假期       |                        |                        |
| 23:45-00:00      | 15          |            | 星期日及公眾假期       |                        |                        |

- 星期一至五由錦上路站開出07:25班次繞經國泰城及民航處總部﹑07:40班次經國泰城
- 星期六﹑日及公眾假期由錦上路站開出07:30班次繞經國泰城
- 星期一至五由機場(地面運輸中心) 開出17:25﹑17:55班次則繞經民航處總部

NA36
- 錦上路站開：03:45、04:15、04:35、04:55
- 國泰城開：00:10、00:40、01:10、01:40、02:10、02:30

## 收費
| 路線 | 全程收費                         | 分段收費                                                                                            |
| ---- | -------------------------------- | --------------------------------------------------------------------------------------------------- |
| A36  | $19.8                            | - 屯門赤鱲角隧道轉車站往機場（地面運輸中心）：$15.7 - 紅橋往錦上路站：$8.4 - 鳳池村往錦上路站：$6.5 |
| NA36 | $34.6（機場員工優惠票價：$26.2） | - 屯門赤鱲角隧道轉車站往國泰城：$29.3 - 屯門市廣場往錦上路站：$12.5 - 鳳池村往錦上路站：$8.9        |

| - 本線設有12歲以下小童及65歲或以上長者半價優惠。 - 本線不設長者及殘疾人士每程$2.0的票價優惠；12至64歲殘疾人士如使用「殘疾人士身份」個人八達通，以及60至64歲香港居民使用「樂悠咭」繳付車資，會以全費計算。 - 乘客可以現金或八達通於上車時付款，不設找續。 - 每位成人乘客可免費攜帶最多兩名4歲以下而不佔座位的兒童乘客乘車，超額之4歲以下小童必須繳付小童車費乘車。 - 持有「九巴月票」之乘客在車票有效期內，乘搭機場「A」及「NA」線（包括本路線）可享原價二七折優惠（不會計算每天10次合資格車程）；而其他九龍巴士及龍運巴士路線則可每日可享合共最多10程（不包括B1線，但包括聯營路線的九龍巴士／龍運巴士提供的班次；惟B1線則每日可享最多各2程（不會計算每天10次合資格車程））。 - 九龍巴士、城巴、龍運巴士及陽光巴士全職員工及家屬（不包括外判職員）可免費乘搭本路線，惟必須拍職員或職員家屬八達通。 - 乘客亦可透過多元化電子支付系統（e度嘟）繳付車資，包括使用非接觸式VISA卡、JCB卡、萬事達卡、銀聯卡、美國運通、大來國際、Discover Card、Apple Pay、Google Pay、Samsung Pay、AlipayHK「易乘碼」、支付寶、WeChatHK／微信支付「搭車碼」、銀聯雲閃付「乘車碼」及BOC Pay「乘車碼」。使用此支付方式的乘客可享有中途下車之分段收費，以及與其他九巴／龍運獨營路線或聯營線九巴／龍運班次之轉乘優惠，惟不能享有與非九巴／龍運路線之轉乘優惠，亦不能享有「公共交通費用補貼計劃」。 |

### 八達通轉乘優惠
乘客登上本線後指定時間內以同一張八達通卡轉乘以下路線，或從以下路線登車後指定時間內以同一張八達通卡轉乘本線，次程可獲車資折扣優惠：
A36←→龍運E線
- A36往機場 → E33/E33P/E36/E37往機場或E36A往東涌，次程車資全免，於屯門赤鱲角隧道轉車站轉乘，轉乘時限為150分鐘
- E33/E33P往屯門、E36/E36A往元朗或E37往天水圍 → A36往錦上路站，回贈首程車資，於屯門赤鱲角隧道轉車站轉乘，轉乘時限為90分鐘

## 用車
本線設有九個字軌，唯獨所屬字軌均未設有掛牌車行走。

## 行車路線

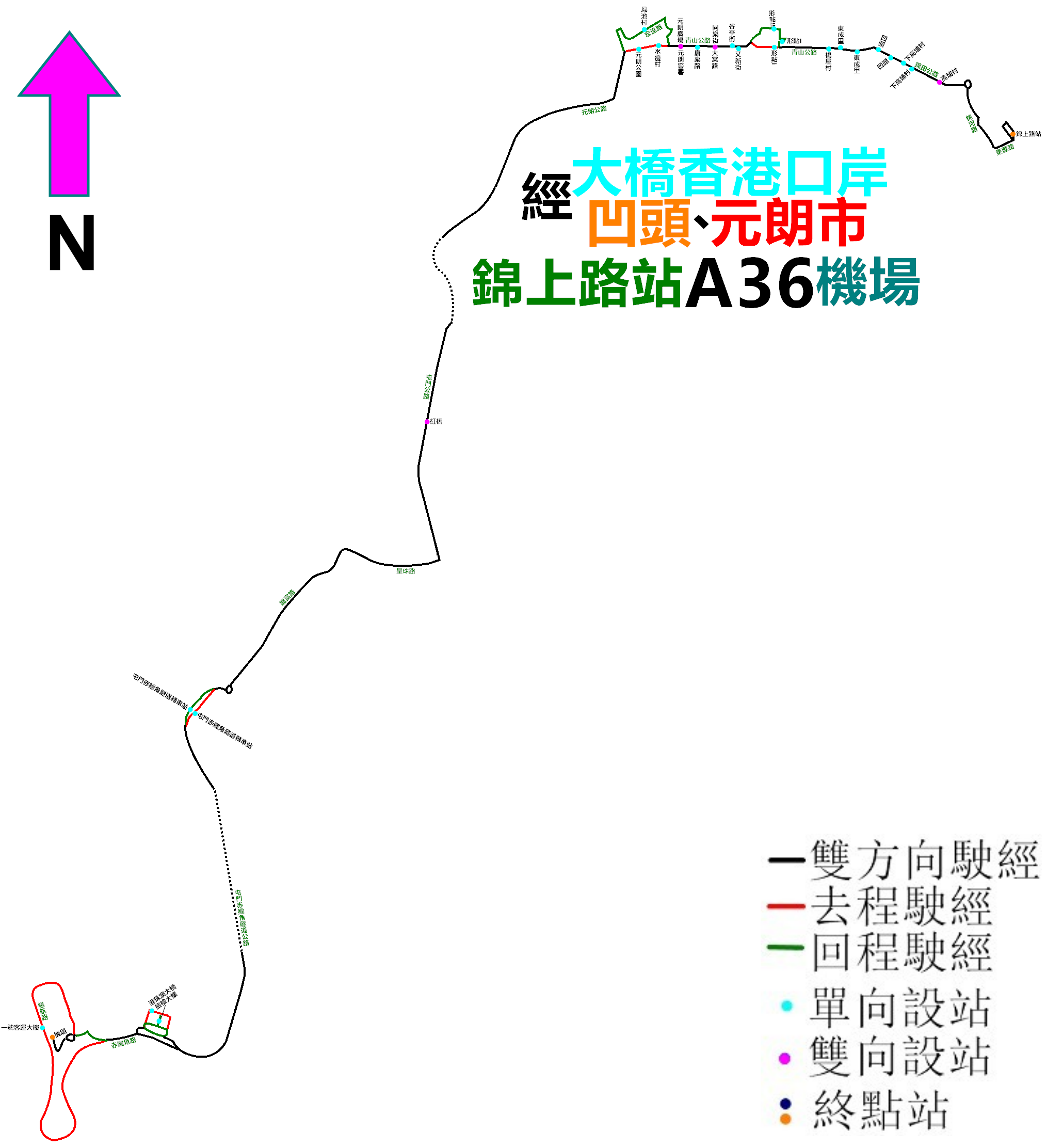
A36線的走線圖

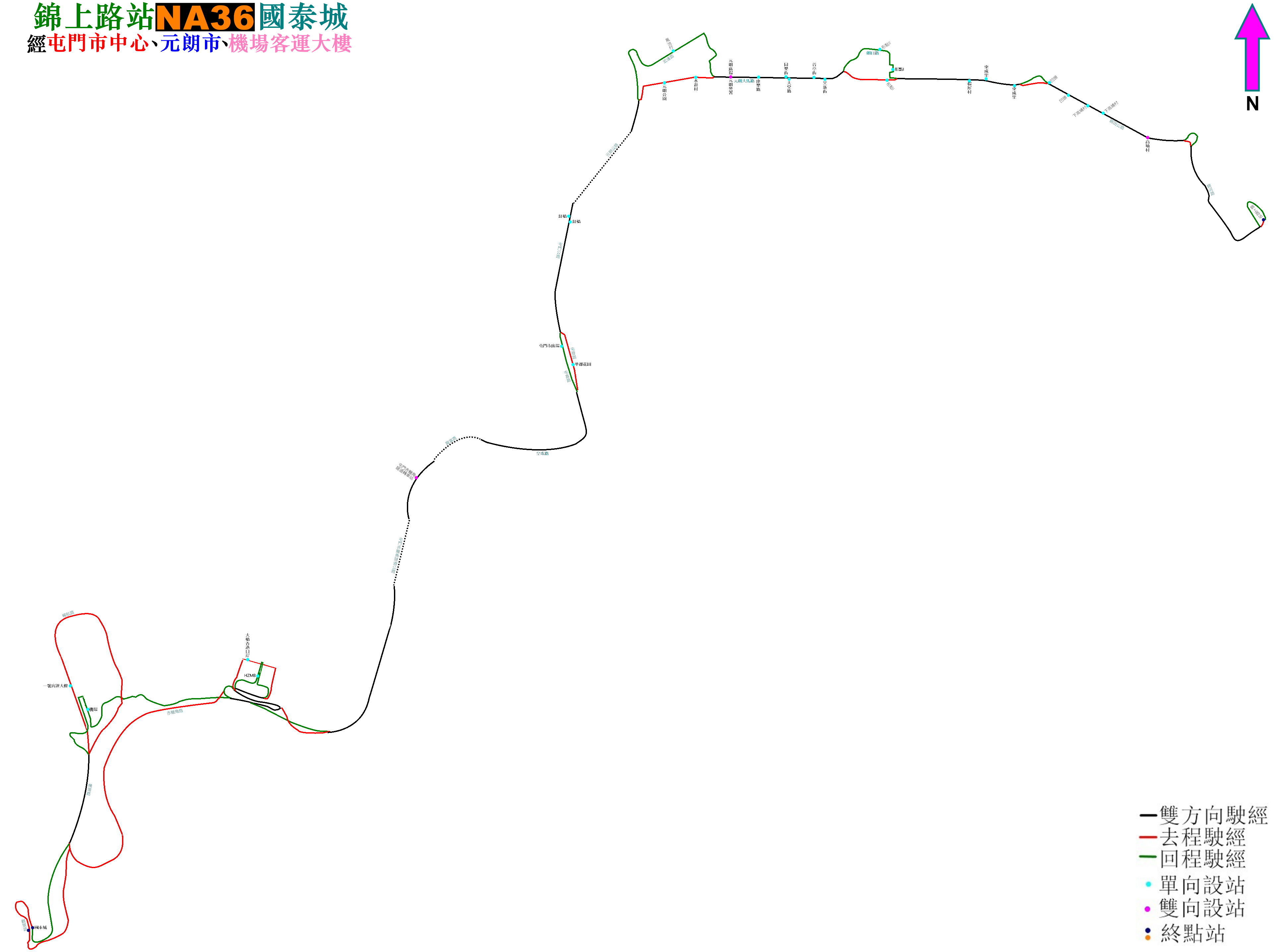
NA36線的走線圖

(N)A36
錦上路站開經：東匯路、錦河路、錦田公路、青山公路（元朗段、屏山段）、朗天路、唐人新村交匯處、元朗公路、屯門公路、（屯發路、屯門公路）皇珠路、龍富路、屯門赤鱲角隧道公路、赤鱲角路、順暉路、順匯路、赤鱲角路、東榮路、東岸路、觀景路、駿運路交匯處、觀景路、東岸路、機場路、暢航路、機場路、機場南交匯處、暢連路、航天城交匯處、東岸路、東耀路、東岸路、航天城交匯處及暢連路。
斜體字之街道祇限07:25及07:40開出之班次途經。
括號內之路段之街道祇限NA36之班次途經。
機場（地面運輸中心）開經：暢連路、機場南交匯處、暢連路、航天城交匯處、東岸路、東耀路、東岸路、航天城交匯處、赤鱲角路、順暉路、順匯路、赤鱲角路、屯門赤鱲角隧道公路、龍富路、皇珠路、屯門公路、（屯喜路、屯門公路）元朗公路、朗天路、水邊圍交匯處、宏達路、鳳池路、屏會街、元朗安寧路、媽廟路、青山公路－元朗段、朗日路、形點交通交匯處、朗日路、青山公路－元朗段、錦田公路、錦河路及東匯路。
斜體字之街道祇限17:15及17:55開出之班次途經。
括號內之路段之街道祇限NA36之班次途經。
A36線具體停站請參考資訊框。
NA36線具體停站請參考資訊框。

## 客量
2020年6月：兩線最繁忙一小時的載客率為54%。

## 外部連結
- 龍運A36線官方網站資料
- 龍運NA36線官方網站資料
- 龍運A36線－681巴士總站 （页面存档备份，存于）
- 龍運NA36線－681巴士總站 （页面存档备份，存于）
- 香港巴士大典上的相关条目：龍運巴士A36線
- 香港巴士大典上的相关条目：龍運巴士NA36線
- 王威信議員，MH、黃卓健議員要求增加傍晚時間A36線經國泰城的巴士班次 （页面存档备份，存于）